# WrestleMania X8
WrestleMania X8 was een professioneel worstel-pay-per-viewevenement dat georganiseerd werd door de World Wrestling Federation. Dit evenement was de 18e editie van WrestleMania en vond plaats in de SkyDome in Toronto op 17 maart 2002.

## Resultaten
| Nr.                                                                          | Match | Winnaar(s)                         |
| ---------------------------------------------------------------------------- | --- | ---------------------------------- |
| 1                                                                            | William Regal (c) vs. Rob Van Dam in een een-op-eenmatch voor het WWF Intercontinental Championship | Rob Van Dam (nc)                   |
| 2                                                                            | Diamond Dallas Page (c) vs. Christian in een een-op-eenmatch voor het WWF European Championship | Diamond Dallas Page (c)            |
| 3                                                                            | Maven (c) vs. Goldust in een Hardcore match voor het WWF Hardcore Championship | Gelijkspel; Maven behield de titel |
| 4                                                                            | Kurt Angle vs. Kane in een een-op-eenmatch | Kurt Angle                         |
| 5                                                                            | Ric Flair vs. The Undertaker in een No Disqualification match | The Undertaker                     |
| 6                                                                            | Booker T vs. Edge in een een-op-eenmatch | Edge                               |
| 7                                                                            | Stone Cold Steve Austin vs. Scott Hall (met Kevin Nash) in een een-op-eenmatch | Stone Cold Steve Austin            |
| 8                                                                            | Billy en Chuck (c) vs. The APA (Faarooq & Bradshaw) vs. Hardy Boyz (Matt & Jeff) vs. Dudley Boyz (Bubba Ray & D-Von) (met Stacy Keibler) in een Four Corners Elimination match voor het WWF Tag Team Championship | Billy & Chuck (c)                  |
| 9                                                                            | Hollywood Hulk Hogan vs. The Rock in een een-op-eenmatch | The Rock                           |
| 10                                                                           | Jazz (c) vs. Trish Stratus vs. Lita in een Triple Threat match voor het WWF Women's Championship | Jazz (c)                           |
| 11                                                                           | Chris Jericho (c) (met Stephanie McMahon) vs. Triple H in een No Disqualification match voor het Undisputed WWF Championship                                                                                      | Triple H (nc)                      |
| (c) huidige kampioen voor en na de match \| (nc) nieuwe kampioen na de match | |                                    |